# Soignies
Soignies (en neerlandés: Zinnik; en valón: Sougniye) es una ciudad (en francés, ville) situada en la provincia de Henao, en la Región Valona (Bélgica). Tiene una población estimada, a inicios de 2022, de 28 523 habitantes.
Su nombre proviene del latín suniacum, «a la orilla del Senne».
El club de rugby RC Soignies ganó la copa belga en 2010.

## Historia

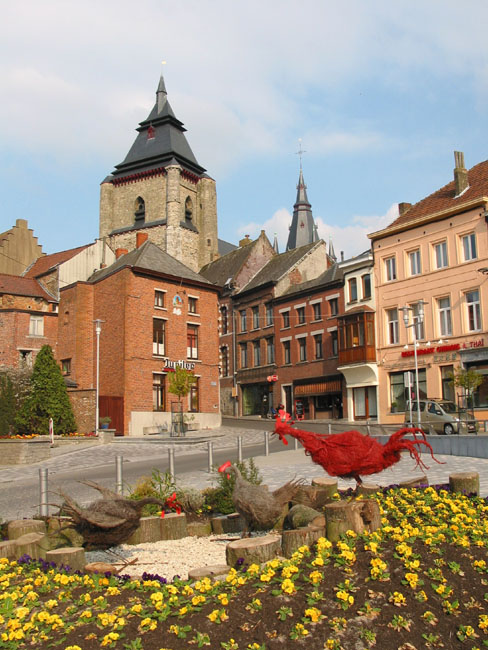
Soignies.

La historia de la región comienza en el siglo VII con Madelgaire, gobernador con Dagoberto I, quien con su esposa Valdetrudis decidieron separarse y dedicarse a la vida religiosa. Ambos fundaron abadías, ella en Mons y él en Soignies, y Madelgaire tomó el nombre religioso de Vicente. En ese tiempo la zona era un bosque, que luego devendría parte del Bosque de Soignes.
La existencia de la abadía de Soignies se menciona por primera vez en el Tratado de Mersen el 8 de agosto de 870, como parte de las posesiones de Carlos el Calvo. A fines del siglo IX, la vida religiosa decayó, aunque la vida monacal continuó hasta la Revolución Francesa erigiendo la colegiata de San Vicente en estilo románico cuya popularidad creció en el siglo XIII cuando el arzobispo de Cambrai otorgó una indulgencia de 40 días a cada visitante del templo. La ciudad luego crecería como muro defensivo y la industria llegaría con el periodo holandés del fines del siglo XVIII y más aún con la Revolución belga de 1830.

## Geografía

### Secciones del municipio
El municipio comprende los antiguos municipios, que se fusionaron en 1977:
| - Soignies - Horrues - Casteau - Thieusies - Naast - Chaussée-Notre-Dame-Louvignies - Neufvilles |

## Demografía

### Evolución
Todos los datos históricos relativos al actual municipio, el siguiente gráfico refleja su evolución demográfica, incluyendo municipios después de efectuada la fusión el 1 de enero de 1977.
| Gráfica de evolución demográfica de Soignies entre 1846 y 2022 |
|                                                                |

## Gastronomía
La cerveza l'Augrenoise se elabora en la localidad de Casteau. Lo hacen personas con alguna deficiencia. La etimología de su nombre proviene de un sitio, cuyo nombre es Augrenée.
Carabibis, un tipo local de golosina, realizada con azúcar y chorizo.
Pasteles de Soignies: Están fabricados a partir de galletas integrales de crema de mantequilla con almendras.
Pasteles de queso: Oferta una gran serie de quesos variados de leche natural y de cosecha propia.

## Lugares turísticos
Castillo de Louvignies.
Iglesias y capillas: Se encuentran en gran parte y son arcaicas. La Iglesia de San Martín à Horrues es una perla de la época del Romanticismo. La fachada tiene dos leones.

## Festividades
- Procesión de San Vicente, de origen incierto.
- Carnaval local el sábado de antes del tercer domingo de octubre.

## Ciudadanos famosos
- Samo, primer gobernante eslavo.
- Jules Bordet, médico inmunólogo y microbiólogo belga.
- Johan Walem, exfutbolista belga.